# Paweł Kaczorowski (siatkarz)
Paweł Kaczorowski (ur. 12 grudnia 1987) – polski siatkarz, występujący na pozycji przyjmującego.